# Тузик, Игорь Николаевич
Игорь Николаевич Тузик (род. 13 ноября 1943, Москва) — советский и российский хоккеист, тренер, функционер.
Заслуженный работник физической культуры Российской Федерации (2005). Мастер спорта СССР. Заслуженный тренер РСФСР (1978), заслуженный тренер СССР (1990).

## Биография
Играл на позиции нападающего в командах «Динамо» (Москва) в 1961—1963 гг., «Динамо» (Киев) в 1963—1969 гг., «Крылья Советов» (Москва) в 1969—1971 гг.
После окончания игровой карьеры перешёл на тренерскую и административную работу. Сначала занимался ДЮСШ «Крылья Советов» (1971—1975), а с 1975 года стал тренером «Крылья Советов», позже в 1983 году перешел в клуб «Динамо» (Москва), где в 1993—1994 годах занимал место главного тренера. С 1998 по 2001 год был тренером ЦСКА (Москва).
С 1974 работал со сборными командами СССР, а позже — России. Главный тренер молодежной сборной СССР в 1975—1976, 1981—1982. Тренер сборной России с 1993 по 1998 годы.
В 2002 году и в 2004—2008 годах являлся генеральным менеджером сборной России. С 25 июня 2001 года до мая 2015 вице-президент Федерации хоккея России.

## Достижения
- С ХК «Крылья Советов»: обладатель Кубка европейских чемпионов 1977
- Бронзовый призёр чемпионата СССР 1978
- Обладатель Кубка Шпенглера 1979
- С ХК «Динамо» (Москва): финалист Кубка европейских чемпионов 1993
- Серебряный призёр Открытого чемпионата России — МХЛ 1994
- Победитель неофициального чемпионата мира среди молодёжных команд 1975, 1976
- Чемпион мира среди молодёжных команд 1983, 2003
- Серебряный призёр чемпионата мира среди молодёжных команд 1988
- Победитель турнира на Приз газеты «Известия» 1994
- Серебряный призёр чемпионата мира 2002
- Бронзовый призёр чемпионата мира 2005, 2007
- Чемпион мира 2008

## Награды и звания
- Орден Почёта (9 августа 2019 года) — за большой вклад в развитие физической культуры и спорта, многолетнюю добросовестную работу[2].
- Орден «Знак Почёта» (1978).
- Медаль ордена «За заслуги перед Отечеством» II степени (20 декабря 1996 года) — за заслуги перед государством, большой вклад в развитие физической культуры и спорта и в связи с 50-летием отечественного хоккея[3].
- Заслуженный работник физической культуры Российской Федерации (18 мая 2005 года) — за заслуги в развитии физической культуры и спорта и многолетнюю добросовестную работу[4].
- Заслуженный тренер РСФСР (1978).
- Заслуженный тренер СССР (1990).